# Andrés Gil López
Andrés Gil López (Madrid, 1973) es un periodista español, subdirector y corresponsal en Washington de elDiario.es.

## Biografía
Andrés Gil es licenciado en Geografía e Historia por la Universidad Complutense de Madrid y máster en Periodismo por la Universidad Autónoma de Madrid y el diario El País.
Ha trabajado para El País en Prisa Revistas y fue cofundador del periódico ADN, del que llegó a ser subdirector.
Ha sido subdirector de Internacional y Desalambre, corresponsal en Bruselas y redactor jefe de Política de elDiario.es.
Andrés Gil participó en la fundación de elDiario.es en 2012, medio del que es accionista. 
Ha colaborado en programas como La hora de La 1 de TVE, En Jake, de ETB, La ventana de Madrid, de la Cadena SER, y Fort Apache. 

## Libros
- Voces del cambio: el fin de la España de la transición (2015).[5]